# Hyptia oblonga
Hyptia oblonga är en stekelart som beskrevs av Henry Keith Townes, Jr. 1949. Hyptia oblonga ingår i släktet Hyptia och familjen hungersteklar. Inga underarter finns listade i Catalogue of Life.